# Marion Muller-Colard
Marion Muller-Colard est une théologienne et écrivaine française, née à Marseille en 1978. Elle est membre du Comité consultatif national d'éthique pour les sciences de la vie et de la santé (2017) et directrice des éditions Labor et Fides depuis 2022.

## Biographie

### Origine et famille
Marion Muller-Colard naît Marion Muller en 1978 à Marseille,. Elle a une sœur. Leurs parents sont éducateurs spécialisés, son père dans le domaine de la délinquance, sa mère dans celui du handicap. Son grand-père paternel est pasteur de l'Église réformée de France, résistant et Juste parmi les nations, Son arrière-grand-père lorrain, Joseph Muller, est un prédicateur-paysan mennonite d’origine suisse alémanique.
Elle grandit dans la Drôme, d'abord à la campagne jusqu'à l'âge de huit ans, puis à Valence.
Elle vit dans les Vosges alsaciennes avec son mari, Samuel Colard, musicien et fils de pasteur, et leurs deux enfants,.

### Études
Écrivain et théologienne protestante, Marion Muller-Colard est titulaire d'un doctorat obtenu en 2006 à la faculté de théologie protestante de Strasbourg. Après une année de spécialisation en études juives à Jérusalem, elle consacre ses années de recherche à une étude du livre biblique de Job, en écho avec sa pratique bénévole de médiatrice pénale.

### Parcours littéraire
Parallèlement, elle publie dans la presse des récits pour la jeunesse.
En 2011, les éditions Gallimard éditent son premier roman : Prunelle de mes yeux dans la collection Folio Junior.
Son essai L'Autre Dieu. La Plainte, la Menace et la Grâce a obtenu en 2015 les prix « Écritures & Spiritualités » et « Spiritualités d'aujourd'hui ».

### Autres activités
Elle est nommée au comité consultatif national d'éthique en qualité de personnalité appartenant aux principales familles philosophiques et spirituelles le 26 décembre 2017. Son mandat est renouvelé en avril 2022.
Elle écrit régulièrement des méditations pour l'hebdomadaire protestant français Réforme. Elle anime aussi régulièrement une chronique dans l'émission Présence protestante diffusée le dimanche matin dans le cadre des émissions religieuses de France 2. Dans cette émission, elle évoque un passage de la Bible avec trois invités.
Elle est membre de la Commission indépendante sur les abus sexuels dans l'Église (Ciase).
Elle est directrice des éditions Labor et Fides depuis 2022.

## Publications

### Essais et récits
- Détails d’Évangile, Passiflores, 2012  (ISBN 978-2-918469-39-1).
- L'Autre Dieu. La Plainte, la Menace et la Grâce, Genève, Labor et Fides, 2014  (ISBN 978-2-8309-1554-9)[10].
  - L'Autre Dieu: La plainte, la menace et la grâce, Albin Michel, coll. « Poche », 2017, 144 p., mise à jour (ISBN 978-2-2263-2681-2).
- Le Complexe d'Élie, Genève, Labor et Fides, 2016  (ISBN 978-2-8309-1594-5).
- L'Intranquillité, Paris, Bayard, coll. « J'y crois », 2016  (ISBN 978-2-227-48914-1).
  - L'intranquillité, Bayard Adulte, 2021, 112 p., mise à jour (ISBN 978-2-2275-0034-1).
- Éclats d'évangile, Paris, Bayard & Genève, Labor et Fides, 2017  (ISBN 978-2-8309-1630-0).
- Le plein silence, Genève, Labor et Fides, 2018  (ISBN 978-2-8309-1654-6).
- La vierge et moi, Paris, Bayard, 2019  (ISBN 978-2-2274-9797-9).
- L'éternité ainsi de suite, Genève, Labor et Fides & Paris, Bayard Culture, coll. « Petite bibliothèque de spiritualité », 2019, 88 p.  (ISBN 978-2-227-49608-8).
- Les Grandissants, Labor et Fides, 2021, 88 p. (ISBN 978-2-8309-1754-3).
- La vie funambule, Bayard, 2023, 80 p.  (ISBN 9782227501560).
- "Quand il n'y a plus de dieux auxquels se plaindre - mal et malheur peuvent-ils s'affranchir d'une lecture religieuse?" in Michel Porret (éd.), Re)construire le bien, avec des textes d'Aurélien Barreau, de Robert Badinter et de Michel Porret, éd. Georg, coll. Achevé d'imprimer (no 9), Genève, 2024, 120 p.  (ISBN 978-2825713457).
- Croire, qu'est-ce que ça change ?, Genève, Labor et Fides, 2025  (ISBN 978-2-8309-1890-8)

### Romans
- Le Jour où la Durance : Tout le monde n'a pas le don des larmes, Gallimard, 2018, 192 p. (ISBN 978-2-0727-5300-8).
- Wanted Louise, Gallimard, 2020, 224 p. (ISBN 978-2-0728-7329-4).

### Ouvrages jeunesse
- Prunelle de mes yeux, Paris, Gallimard Jeunesse, 2011   (ISBN 978-2-07-063812-3).
- Plume d'Ange, Passiflores, 2013  (ISBN 978-2-918469-63-6).
- Le tam-tam magique, illustrations de Mylène Rigaudie, éd. Milan, 2013.
- Le Professeur Freud parle aux poissons, illustré par Nathalie Novi, Paris, Éditions Les petits Platons, 2014  (ISBN 978-2-36165-047-6).
- Le petit théâtre de Hannah Arendt, illustré par Clémence Pollet, Paris, Éditions Les petits Platons, 2014  (ISBN 978-2-36165-069-8).
- Bouche cousue, Paris, Gallimard Jeunesse, coll. « Scripto », 2016  (ISBN 978-2-0705-7329-5).

### Théâtre
Le petit Théâtre de Hannah Arendt, Bouche cousue et La vierge et moi ont été adaptés au théâtre par la compagnie alsacienne Le gourbi bleu dans le cadre d'un spectacle en trois parties (Triptyque) créé à Illzach, le 2 novembre 2019.